# Blattnicksele
Blattnicksele is een plaats in de gemeente Sorsele in het landschap Lapland en de provincie Västerbottens län in Zweden. De plaats heeft 187 inwoners (2005) en een oppervlakte van 54 hectare. De plaats ligt aan een verbreed deel van een rivier en wordt omringd door naaldbos, ook loopt er een spoorweg door de plaats, er is een treinstation en een school.